# Rhodocolea racemosa
Rhodocolea racemosa là một loài thực vật có hoa trong họ Chùm ớt. Loài này được (Lam.) H.Perrier miêu tả khoa học đầu tiên năm 1936.